# Château d'Asson
Le château d'Asson est un château situé sur la commune de La Boissière-de-Montaigu, dans le canton de Montaigu en Vendée. Il s'élève au sud d'un étang traversé par le ruisseau Asson, dont il tire son nom et qui marque la limite avec la commune de Treize-Septiers au nord.

## Étymologie
Le nom du ruisseau Asson, qui se jette 15 km en aval de la Maine au pied du château de Montaigu et dont le radical « Ass » apparaît dans des hydronymes d’époque pré-gauloise, aurait ensuite été donné à ce village situé sur le territoire de La Boissière-de-Montaigu. 
La tradition locale évoque aussi un jeune croisé des environs parti pour la Palestine et qui séjourna dans un petit port du nord de l’Asie mineure du nom d’Asson ou Assos. Revenu au pays, il aurait nommé sa nouvelle demeure d’après ce port par où Saint Paul serait passé, selon le Nouveau Testament.

## Historique
Dès la fin du XIVe siècle, une seigneurie déjà importante existait à Asson. Un acte de partage passé en 1406 a pour lot principal « le lieu noble, hôtel et hébergement d’Asson, paroisse de la Boissière, chatellenie de Montaigu, avec les appartenances d’icelluy lieu d’Asson, tant de métairies, qu'ouches, vergers, garennes, fuie, étang, bois, prés, paturages, terres gaignables et non gaignables. »
De 1431 à la fin du XVIe siècle, Asson appartint à une branche des Caradreux, famille d’ancienne chevalerie ayant des biens en Mayenne et en Bretagne. Christine, dernière héritière de ce nom, apporta le domaine à Jean Baudry, seigneur du Chatelier, qu’elle épousa en 1566. Vers 1579, peu après la mort de son père, René de Caradreux, les époux s’installèrent à Asson.
Les Baudry font partie d’une nouvelle lignée de familles qui, après la guerre de Cent Ans, remplacèrent les grandes familles féodales dont étaient proches les Caradreux. Jean Baudry devint le principal seigneur de la Boissière ; il fit baptiser ses enfants en l’église paroissiale et fut inhumé dans le chœur de celle-ci. René Baudry, son unique fils, épousa en 1597 Renée Jousseaume, fille du seigneur du Couboureau et de Gabrielle du Puy du Fou. De leurs douze fils furent issues plusieurs branches, dont tous les descendants portèrent le nom de Baudry d’Asson, et non pas seulement le possesseur du lieu, contrairement à la coutume d’Ancien Régime.
Un inventaire du mobilier daté de 1631, après la mort de René Baudry d’Asson, fait état « de la salle, du dépend, de la cuisine, d’une chambre à côté de la cuisine, de la chambre des servantes, des chambres rouge, jaune et blanche, des greniers et de la cave [..] d’un petit pavillon entre la chapelle et le principal corps de logis. » 
Un état des lieux de 1680 fait mention de douves, de deux ponts levis, d’une chapelle « proche du petit portal, à main gauche en entrant dans la cour ». La maison principale, couverte en ardoises, se compose d’un rez de chaussée comportant salle, cuisine, antichambre, chambre de Monsieur, chambre aux filles et d’un premier étage avec « chambre tannée », chambre verte, chambre jaune, deux autres chambres avec au-dessus des galetas et greniers. Un escalier construit dans une tour relie l’ensemble. Un petit pavillon dans « la petite cour » ne compte qu’une pièce par étage. Les dépendances regroupent écuries, étables, toits à pourceaux, boulangerie, etc. 

Façade nord donnant sur l'étang (carte postale ancienne).

Dans la deuxième moitié du XVIIIe siècle, le propriétaire en était Esprit Armand Baudry d’Asson, né à La Boissière en 1750. Il fut le premier de la famille à « monter » à Versailles. En 1766, il devint page de la Grande Écurie, puis entra comme officier dans le régiment des Gardes françaises. En 1778, il épousa Pélagie Louise Renée Marthe d’Escoubleau de Sourdis.
Le jeune couple s’installa à Asson, mais, cette vieille demeure ne correspondant plus au goût du jour, ils en décidèrent la reconstruction dans un style plus homogène et dans des proportions plus importantes. Les bâtiments actuels datent essentiellement de cette période. La date de 1784, marquant probablement la fin des travaux, est lisible sur un des pavillons. Bien que construit au XVIIIe siècle, le style évoque plus celui du XVIIe siècle, peut-être à cause du goût démodé de la province ou de l'influence du château de Versailles. 
Esprit Armand Baudry d’Asson mourut de maladie en 1788 sans postérité, dernier représentant de la branche aînée. Son épouse se retira en son château de la Forest à Gesté en Anjou. L’héritière du domaine fut sa sœur, Marie Julie Modeste, qui avait épousé en 1770 Jacques Mauclerc de Marconnay. Ils vinrent alors l'habiter avec leurs enfants. À la Révolution, Jacques Mauclerc quitta le pays pour faire la campagne de 1792 dans l'Armée des Princes. Il serait mort près du Mans en 1793, lors de la Virée de Galerne. Sa femme resta à Asson avec ses enfants. D'abord soumise à l'inspection des autorités républicaines en 1791, la demeure fut le théâtre en 1794 de l'exécution d'un précepteur, selon le récit daté de 1818 de Victor, un des enfants témoins cachés dans les fourrés. Le château fut ensuite en partie brûlé en représailles du soulèvement de la guerre de Vendée, tel qu'en atteste un état des lieux datés de 1798. Marie Julie Modeste mourut en 1799.
En 1805, Armand Mauclerc, l'aîné de la fratrie, entreprit de grosses réparations. Il mourut à Asson en 1811. Son frère Victor lui succéda et y vécut jusqu’à sa mort en 1861. Sa fille Alodie épousa en 1835 Léon Baudry d’Asson, un lointain cousin descendant de la branche de Grezée. Ils laissèrent un seul fils, Léon-Armand de Baudry d’Asson, qui s'installa à La Garnache, au logis de Fonteclose. Premier d'une dynastie de parlementaires vendéens, il mourut ruiné, ayant aliéné le château d'Asson. Son fils aîné, Armand, parvint à le racheter. Puis, François (1916-1977), un de ses fils, y vécut longtemps. Plus tard, le château revint au neveu de celui-ci, Gilles de Baudry d’Asson, fils du député Armand-Quentin de Baudry d'Asson.
De la fin des années 1990 jusqu'au printemps 2017, le château d'Asson a hébergé une entreprise informatique.